# Alexandre Camargo
Pour les articles homonymes, voir Camargo.
Alexandre Camargo (né le 13 avril 1999 â Curitiba) est un escrimeur brésilien dont l'arme de prédilection est l'épée.

## Carrière
Élève à l'nstituto de Educação Professor Erasmo Pilotto, à Curitiba, il participe aux 2013 South American Youth Games. Il participe également aux Championnats du monde juniors en 2013, 2014 et 2015 et aux Championnats panaméricains de 20-4, puis aux Jeux panaméricains de 2015 au sein de l'équipe brésilienne. À seulement 17 ans, il intègre comme réserve l'équipe olympique brésilienne pour les Jeux de Rio en 2016. Il remporte le bronze en individuel lors des Championnats panaméricains d'escrime 2017.